# Guerre du Tigré
Batailles
Bataille de Mekele • Opération Alula • Offensive d'Octobre
La guerre du Tigré est une guerre civile qui a duré du 3 novembre 2020 au 3 novembre 2022 et qui a opposé le gouvernement fédéral éthiopien au Front de libération du peuple du Tigré (FLPT), allié au Front de libération oromo (ALO). D'abord cantonné au Tigré, le conflit s'étend à l'Oromia, l'Amhara et l'Afar.
Le conflit est issu de la tentative du Front de libération du peuple du Tigré (dirigeant la région du Tigré) de faire sécession,,, tentative notamment motivée par le désaccord du FLPT avec la volonté du Premier ministre éthiopien Abiy Ahmed, en poste depuis 2018, de mettre fin au système politique ethnocentré en vigueur depuis 1994. Cette volonté amène ce dernier à supprimer en 2019 le Front démocratique révolutionnaire du peuple éthiopien (FDRPE) qui dirige l'Ethiopie depuis 1994 et dont il est lui même issu. Ce parti avait pour particularité d'être une coalition constituée d'une multitude de partis ethniques. Cette suppression se fait au profit de la création du "parti de la prospérité" qui est un parti centralisé ne représentant aucune ethnie. La suppression du FDRPE a également pour conséquence de réduire l'importance politique de l'ethnie tigréenne qui dominait politiquement l'Ethiopie depuis 1994. Cela amène le FLPT (principal parti politique tigréen) à refuser son intégration politique au sein du Parti de la prospérité d'Abiy Ahmed et à conduire le 9 septembre 2020 des élections séparées, jugée "illégales" par le pouvoir central.
Cette dissidence aboutit à une brutale montée des tensions entre les autorités régionales du Tigré et le gouvernement fédéral. Le 3 novembre 2020, le gouvernement éthiopien accuse le Tigré d'avoir déclenché les hostilités en attaquant des bases de l'armée fédérale dans la région. Ce dernier dément et indique ne s'être que défendu face à des attaques menées par l'Éthiopie et l'Érythrée. Quoi qu'il en soit, le 4 novembre le gouvernement annonce une opération militaire contre les autorités du Tigré.
Le conflit dure deux ans et fait jusqu'à 800 000 morts, dont une majorité de civils[réf. nécessaire]. Il prend fin avec un accord de cessez-le-feu signé à Pretoria le 2 novembre 2022, suivi d'un traité de paix le 12 novembre de la même année.

## Causes

Carte de localisation du Tigré au sein de l'Éthiopie.

Depuis l'entrée en vigueur de la constitution de 1994, l’Éthiopie est un État fédéral divisé en régions — parfois appelées États — établies sur des bases ethniques. L'Éthiopie est alors un État autoritaire, dirigé depuis des décennies par la même coalition, le Front démocratique révolutionnaire du peuple éthiopien (FDRPE), au sein de laquelle la minorité tigréenne possède une part du pouvoir très importante en comparaison de celle de sa population, qui totalise 6 % de celle du pays. Cette hégémonie est notamment très marquée sous les mandats du tigréen Meles Zenawi, Premier ministre de 1995 à sa mort en 2012.

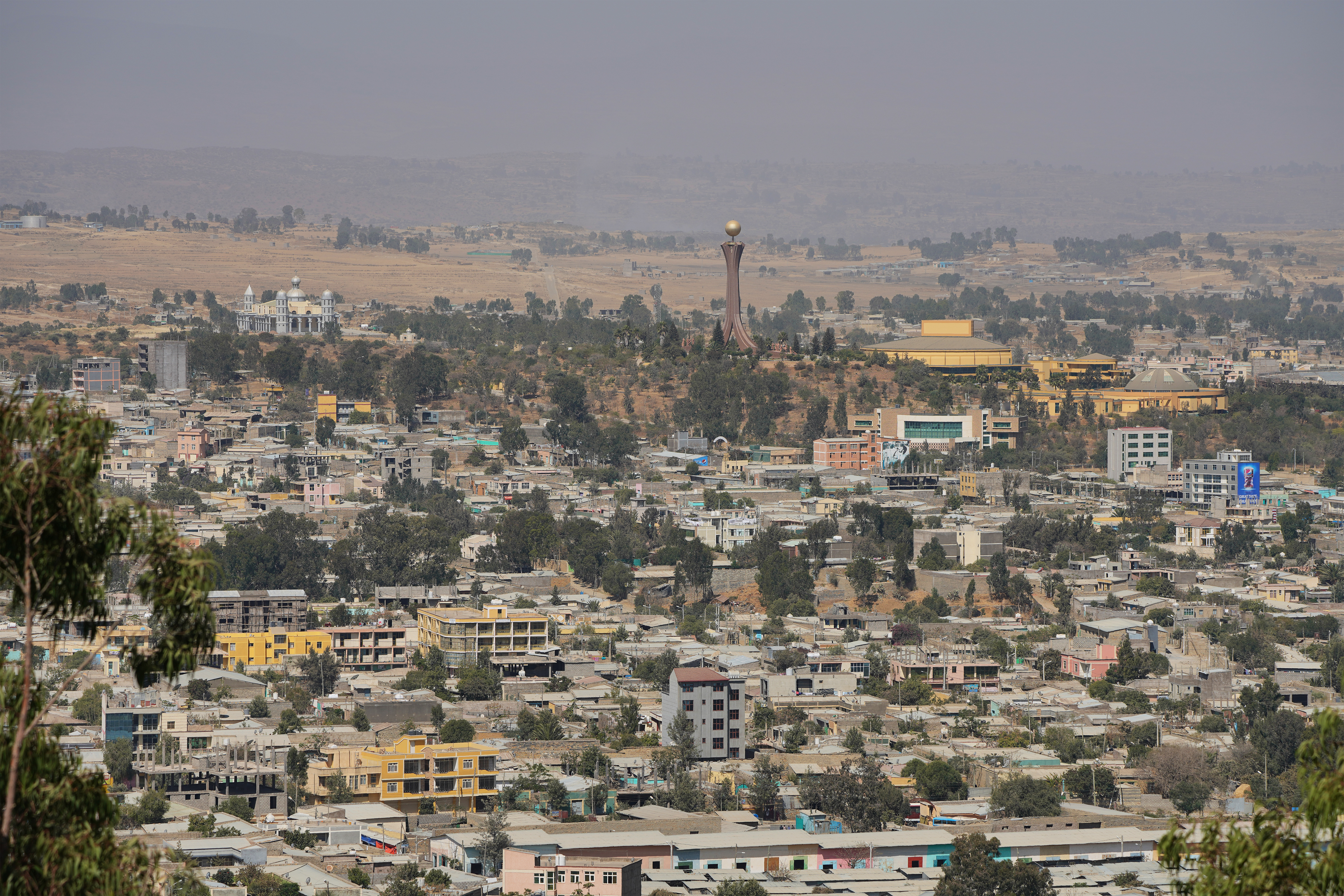
La capitale du Tigré, Mekele, en 2018. À la périphérie de la ville, un haut monument en mémoire de la guerre contre le Derg.

La situation change au début de l'année 2018 lorsque le pays est agité par des troubles socio-politiques qui conduisent en avril au report des élections municipales et à la démission du Premier ministre Haile Mariam Dessalegn. Le FDRPE nomme alors Abiy Ahmed au poste de Premier ministre d'Éthiopie le 2 avril 2018. Celui-ci se lance très vite dans un vaste programme de réformes, dont la libération de dissidents, une ouverture de l’espace démocratique ainsi que le retour à la paix avec l'Érythrée voisine, ce qui lui vaut une importante popularité et l'obtention, le 11 octobre 2019, du prix Nobel de la paix,,. Le nouveau Premier ministre s'efforce également de réformer le FDRPE en une structure nationale centralisée, celui-ci étant composé de quatre partis ethno-régionaux implantés indépendamment les uns des autres dans les régions des Oromos, des Amharas, des Tigréens et des peuples du sud. Ceux-ci sont ainsi fusionnés en une seule formation : le Parti de la prospérité, à l'exception du Front de libération du peuple du Tigré (FLPT), qui refuse son incorporation,.
Le rapprochement avec l'Érythrée est également source de tensions, la région du Tigré délimitant une grande partie de la frontière où se sont déroulés les affrontements et les revendications territoriales des deux pays. Le FLPT, qui dirige seul la région du Tigré, accuse le Premier ministre éthiopien Abiy Ahmed – un Oromo, ethnie la plus importante en Éthiopie – d’avoir progressivement marginalisé la minorité tigréenne (6 % de la population) au sein de la coalition au pouvoir, que le parti a depuis quittée, se positionnant de facto dans l’opposition depuis 2018.

## Déroulement du conflit

### Début du conflit et offensive du gouvernement éthiopien

#### Le Tigré en sécession
Le FLPT entre en sécession le 9 septembre 2020 au moment de sa décision d'organiser unilatéralement des élections dans la région du Tigré. Cette décision fait suite au refus par le FLPT du report des élections législatives éthiopiennes. La tenue de ces élections sont considérés comme un défis à l'autorité du gouvernement éthiopien et jugées "illégales" par ce dernier.
Le 4 novembre 2020, Abiy Ahmed accuse le FLPT d'avoir attaqué une base de l'armée fédérale dans le Tigré et annonce une réponse militaire. Dès le lendemain l'état d'urgence est proclamé pour 6 mois et les Forces de défense nationale éthiopiennes entrent au Tigré où de violents affrontements ont lieu,.
Au moment de l'intervention militaire la région totalise plus de la moitié de l’ensemble du personnel des forces armées et des divisions mécanisées du pays dans le Commandement du nord à la suite de la guerre entre l'Érythrée et l'Éthiopie. Cependant selon un rapport du centre de réflexion International Crisis Group (ICG) publié fin octobre 2020, environ 20% des effectifs totaux sont originaires du Tigré et ont dans leur grande partie déserté. De plus, toujours selon l’ICG, les autorités du Tigré peuvent également compter sur « une importante force paramilitaire et une milice bien entraînée », dont les effectifs combinés sont estimés à 250 000 hommes et « semblent bénéficier d’un soutien significatif des six millions de Tigréens ». La totalité du parc éthiopien de missiles balistiques tactiques et roquettes guidées d'origine chinoise, et plusieurs sites de sites de missiles sol-air, ont été capturés au début de la guerre par les forces tigréennes.
Le Premier ministre éthiopien Abiy Ahmed, dans une intervention télévisée, a déclaré qu'une attaque du FLPT a été repoussée par des forces de sécurité de la région d’Amhara, qui borde le sud du Tigré. Elle aurait fait « de nombreux morts, des blessés et des dégâts matériels ».
Le bureau du Premier ministre a accusé dans un communiqué le FLPT d’avoir habillé ses soldats avec des uniformes semblables à ceux portés par l’armée érythréenne afin « d’impliquer le gouvernement érythréen dans les fausses revendications d’agression contre le peuple du Tigré ».
Le 5 novembre 2020 , le président du Front de libération du peuple du Tigré Debretsion Gebremichael a confirmé que les forces tigréennes contrôlaient le quartier général du commandement nord de l'armée éthiopienne et avaient saisi la plupart de ses armes. Debretsion a également déclaré que le Commandement du Nord avait également fait défection et rejoint la rébellion. Il ajoute que l'armée de l'air éthiopienne a bombardé des zones proches de Mekele, la capitale du Tigré.
Le 7 novembre 2020, le Conseil de la fédération, la chambre haute éthiopienne, s’est réuni en session extraordinaire et a approuvé une résolution pour établir un gouvernement de transition au Tigré ; cette décision signifie que le Parlement éthiopien suspend les autorités régionales du Tigré.

#### Le pouvoir central reprend le contrôle des villes
Le 8 novembre 2020, le général Adem Mohammed, dirigeant l'armée éthiopienne, est limogé et remplacé par son adjoint le général Berhanu Jula. D'autres nominations dans les services de sécurité ont lieu pour la constitution d'un « cabinet de guerre ».
Dans la nuit du 9 au 10 novembre, après une défaite contre les troupes gouvernementales, les miliciens tigréens massacrent environ 600 civils amharas à Maï-Kadra. Le lendemain, l'armée éthiopienne s'empare de la ville.
Le 14 novembre, trois missiles balistiques tactiques M20 sont tirés depuis la région du Tigré vers Asmara, la capitale de l'Érythrée. Ces tirs sont revendiqués le lendemain par le FLPT qui accusent l'armée éthiopienne d'utiliser l'aéroport d'Asmara pour bombarder la région et le considèrent donc comme « une cible légitime ».
Le 16 novembre 2020, le gouvernement annonce avoir pris la ville d'Alamata, dans le sud de la province du Tigré. Le 19 novembre 2020, le gouvernement annonce le contrôle des villes de Shire et d'Aksoum. Le lendemain, le gouvernement annonce avoir repris les villes d'Adoua, de Tsorona-Zalambessa, au nord, et de Mehoni, au sud. En parallèle, au Soudan, le nombre de réfugiés atteint 36 000 personnes, avec une augmentation de 4 000 réfugiés supplémentaires par jour. Le 21 novembre, le gouvernement annonce la reprise de la ville d'Adigrat,.
Le 22 novembre, le Premier ministre Abiy Ahmed lance un ultimatum de 72 h aux dirigeants tigréens, peu de temps avant une attaque prévue sur Mekele, invitant également la population à fuir et à se « dissocier de la junte ». Le chef du FLPT promet en réponse de livrer des « combats acharnés », ajoutant que « tant que la force d’occupation sera au Tigré, les combats ne cesseront pas ».
Le 26 novembre, à la suite du refus de l'ultimatum par le FLPT, le Premier ministre ordonne à l'armée de lancer l'offensive contre la capitale tigréenne, ajoutant que « tout sera fait pour éviter de cibler les vestiges historiques, les lieux de culte, les institutions publiques et de développement, les domiciles privés » et invitant les habitants « à déposer les armes, à se tenir à l’écart des cibles militaires et à prendre toutes les précautions nécessaires ». Le 27 novembre, le gouvernement éthiopien annonce la reprise de la ville de Wukro, située à 50 km au nord de Mekele.
Le 29 novembre, le gouvernement éthiopien annonce la reprise de la ville de Mekele, capitale du Tigré.
Le 14 décembre 2020, l'électricité revient partiellement, ainsi que le téléphone dans la ville de Mekele, malgré des pénuries alimentaires, d'eau et d'essence ; en parallèle, l'espace aérien du Tigré est rouvert à la même date. De même, le gouvernement demande aux employés publics de retourner à leur poste.

### Enlisement, retrait érythréen, entrée en action de l'Armée de libération oromo

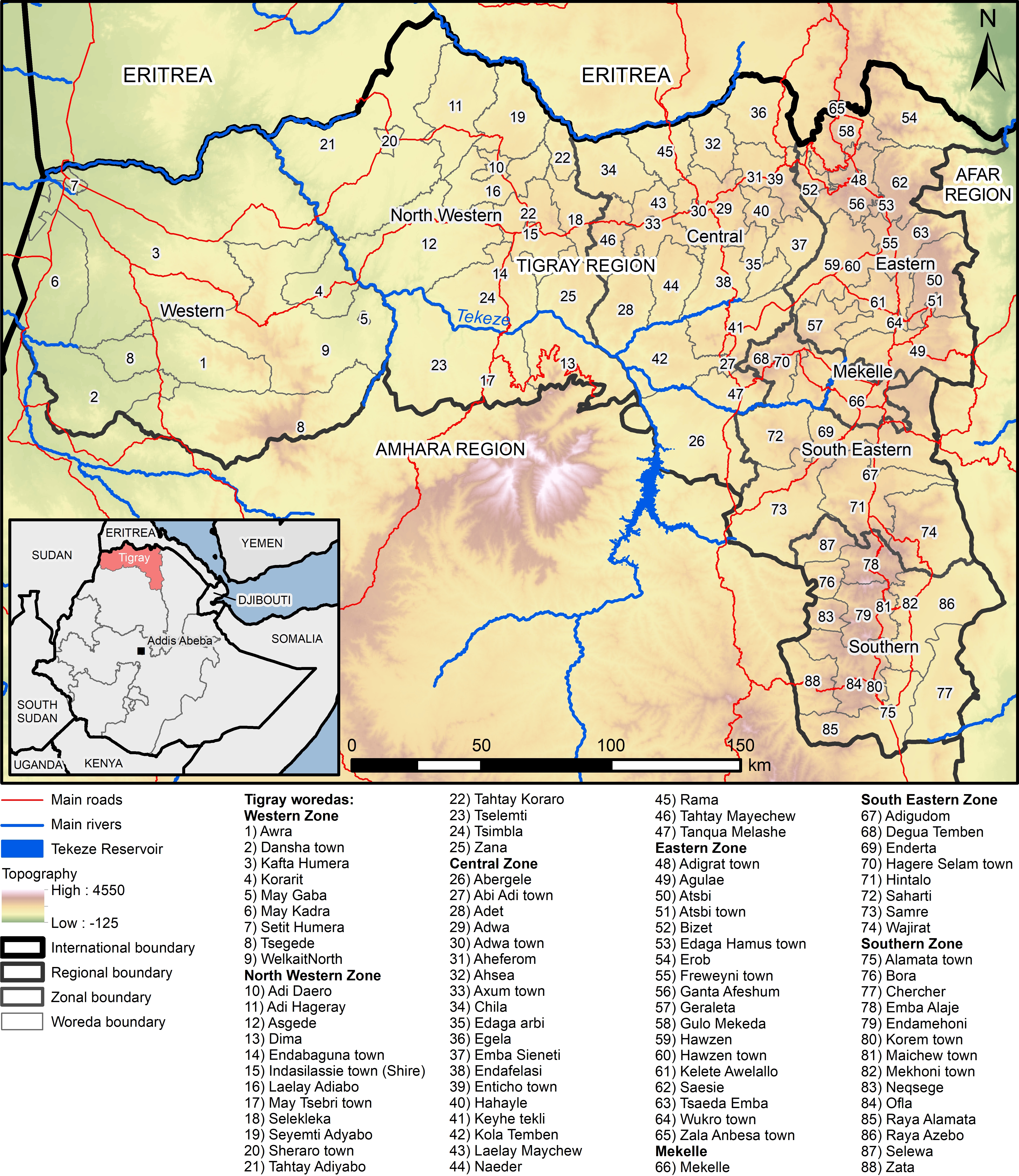
Carte administrative du Tigray

Du 9 au 12 février 2021, un affrontement majeur éclate entre les forces tigréennes et érythréennes dans le woreda de Werie Lehe.
Le 14 février 2021, des combats éclatent dans le woreda de Samre dans la zone Sud-Est.
Le samedi 13 mars 2021, le ministre des Affaires étrangères éthiopien, Demeke Mekonnen, rejette les accusations américaines, du secrétaire d’État américain, Antony Blinken, de nettoyage ethnique au Tigré, les qualifiants de "complètement infondées et fallacieuses" et ajoutant que "rien, pendant ou après la fin de la principale opération de maintien de l’ordre au Tigré, ne peut être identifié ou défini d’aucune manière comme un nettoyage ethnique ciblé, intentionnel, contre quiconque dans la région. C’est pourquoi le gouvernement éthiopien s’oppose vigoureusement à de telles accusations".
Le lundi 15 mars 2021, la Haute Commissaire de l'ONU aux droits de l'Homme, Michelle Bachelet, accède à la demande de la Commission pour les droits de l'Homme éthiopienne (EHRC) concernant l'ouverture d'une enquête conjointe à la suite de la dénonciation par des habitants du Tigré de massacres et de violences sexuelles à grande échelle contre les populations civiles de la province par les forces de sécurité.
Le 18 mars 2021, les forces tigréennes lancent une attaque dans la région d'Amhara.
Après avoir admis le 23 mars 2021 que les forces de l'Érythrée opèrent au Tigré, le premier ministre éthiopien déclare le 26 mars qu'elles quitteront bientôt le territoire.
Le vendredi 26 mars 2021 également, le Haut Commissariat aux Réfugiés (HCR) déclare que des équipes de l'ONU ont pu confirmer la destruction des camps de réfugiés de Shimelba et Hitsats, les équipes de l'ONU déclarant avoir "trouvé les deux camps totalement détruits, et toutes les installations humanitaires pillées et vandalisées", confirmant ainsi l'analyse d'images satellites de février 2021.
Un rapport de l'International Crisis Group, intitulé "La guerre au Tigré : une impasse meurtrière et dangereuse" est publié le 2 avril 2021. Ce rapport indiquant que le conflit est actuellement dans une impasse et pourrait durer des mois, voire des années. Selon ce même rapport, le gouvernement éthiopien contrôlerait les villes et les axes majeurs de communication tandis que le FLPT contrôlerait l'arrière-pays et disposerait d'une assise populaire grandissante au Tigré, créant ainsi les conditions d'un enlisement du conflit et d'un risque de crise humanitaire,.
Le 3 avril 2021, les troupes érythréennes commencent leur retrait d'Éthiopie selon le gouvernement éthiopien,.

### Contre-offensive du Front de libération du peuple du Tigré et de l'Armée de libération oromo
Bien qu'ils n'aient contrôlé aucune grande ville pendant des mois, les dirigeants du Tigré avaient affirmé à plusieurs reprises se regrouper dans des zones rurales reculées. Ils ont lancé leur offensive le 18 avril, à trois jours des élections nationales très attendues, qui se sont tenues dans une grande partie de l'Éthiopie.
Le 21 juin 2021, un avion de transport C-130E Hercules de la force aérienne éthiopienne embarquant des troupes est abattu dans le woreda de Samre.
Un correspondant du forum ACIG fait état le 22 juin, cinq jours après le déclenchement de l'opération Alula, de plus de 4 000 prisonniers de guerre (dont le commandant de la 11e division éthiopienne), et de lourdes pertes matérielles infligées par les forces du Tigré aux 11e et 33e divisions éthiopiennes et à des unités érythréennes.
Lors de l'opération Alula, le 28 juin 2021, sept mois jour pour jour après avoir dû abandonner Mekele face aux assauts de l’armée fédérale éthiopienne, la capitale régionale est reprise sans combat par les Forces de défense tigréennes (Tigray Defense Forces, TDF) et le soir, le gouvernement éthiopien annonce qu'« afin que les agriculteurs puissent cultiver paisiblement, que l’aide humanitaire puisse être distribuée en dehors de toute activité militaire, que les forces résiduelles du TPLF puissent reprendre le chemin de la paix […], un cessez-le-feu unilatéral et inconditionnel a été décrété à compter d’aujourd’hui, jusqu’à la fin de la saison des cultures »,. Il semble à cette date que, sous la contrainte, les forces fédérales de l'Érythrée évacuent plusieurs grandes villes du Tigré. Le 29, plusieurs de ces villes passent sous le contrôle des forces du Tigré, qui déclarent ne pas tenir compte de ce cessez-le-feu.
Plusieurs milliers de prisonniers de guerre éthiopiens défilent à Mekele le 2 juillet 2021 avant d'être emprisonnés. Le dirigeant du FLPT, Debretsion Gebremichael, a déclaré que ses combattants avaient capturé plus de 6 000 soldats.
En juillet 2021, le gouvernement éthiopien et les forces tigréennes ont démarré des négociations pour un cessez-le-feu, après que les forces tigréennes ont repris une grande partie du Tigré, excepté certaines régions de l'Ouest et du Sud. En août 2021, le FLPT annonce la prise de la ville de Lalibela et de Kobo, situés en région Amhara.
De violents combats se déroulent autour du nœud stratégique de Weldiya, en bordure des Hauts Plateaux, sur la route de la capitale fédérale.
Le 10 août, le cessez-le-feu humanitaire unilatéral annoncé fin juin par Addis-Abeba est définitivement enterré et Abiy Ahmed lance un appel à la mobilisation générale. Il explique que « c'est le moment pour tous les Éthiopiens aptes et majeurs de montrer leur patriotisme ».
Début novembre, les rebelles prennent les villes de Dessie, de Kombolcha et de Kemise situées au sud du Tigré en direction de la capitale. Le gouvernement décrète l'état d'urgence.
Le 5 novembre, le Front de libération du peuple du Tigré et l'armée de libération oromo, ainsi que sept autres groupes mineurs, annoncent la formation du Front uni des forces fédéralistes et confédéralistes éthiopiennes qui a pour objectif de renverser le gouvernement,. En novembre 2021, les rebelles déclarent contrôler la ville de Shewa Robit.

### Contre-offensive gouvernementale
Le 15 septembre 2021, affaiblies notamment par une extension excessive de leurs lignes de ravitaillement, les rebelles tigréens sont stoppés après de violent combats à Debre Sina, petite ville située à moins de 200 km d'Addis-Abeba. Les troupes gouvernementales profitent de cette défaite infligée aux forces tigréennes (la première de cette ampleur depuis l'offensive qu'elles avaient lancé en juin) pour mener plusieurs contre-offensives locales les jours suivants. Ces dernières permettent notamment la reprise de Shewa Robit et de Lalibela (connue pour ses églises rupestres classées au patrimoine mondial de l’UNESCO) le 1er décembre. Cette série de défaites marque le coup d'arrêt définitif de l'avancée tigréenne vers la capitale éthiopienne.
Dans les jours qui suivent, les forces gouvernementales reprennent plusieurs localités le long de l’autoroute A2, reliant Addis-Abeba à Mekele. La ville stratégique de Kemise, qui avait été prise par l'ALO le 15 septembre, est atteinte le 3 décembre et prise le lendemain . Le 6 décembre, après une progression éclair de plus de 74 km en 3 jours, le gouvernement annonce la reprise des villes stratégiques de Kombolcha et de Dessie. Le 12 décembre, Lalibela est reprise par les forces tigréennes sans combats.
Le 18 décembre, le gouvernement annonce avoir repris de nombreuses villes dont Weldiya, important nœud routier aux portes du Tigré, et Lalibela (pour la seconde fois),.
Le 20 décembre 2021, le porte-parole du FLPT annonce que les forces tigréennes sont en train de se retirer des régions Amhara et Afar pour « ouvrir la porte » à l'aide humanitaire. Il ajoute espérer que « notre acte audacieux de retrait sera une ouverture décisive pour la paix ». Le retrait de ces deux régions était réclamé par le gouvernement éthiopien comme préalable à toutes négociations.

### Baisse en intensité du conflit
Le vendredi 7 janvier 2022, Abiy Ahmed lance un appel à la « réconciliation nationale ». Le même jour, il annonce l'amnistie de plusieurs opposants au régime, parmi lesquels, de nombreux membres du FLPT. Le gouvernement précise que ces libérations ont pour but « d’ouvrir la voie à une solution durable aux problèmes de l’Éthiopie, de façon pacifique et non violente » à travers le « dialogue national ».
Dans les jours suivants, le gouvernement éthiopien mène plusieurs frappes de drones au Tigré, notamment dans le camp de déplacés de Dedebit et dans la ville de Mai Tsebri les 7 et 10 janvier. Dans le même temps, des escarmouches ont lieu sur le front. Malgré tout, les deux camps se disent favorables à la négociation.
Selon un rapport de l'ONU signale qu'en janvier 2022, près de 40% de la population du Tigré souffrait d'une «pénurie extrême de nourriture».
Le 24 mars 2022, le gouvernement éthiopien déclare une trêve humanitaire afin de permettre l'acheminement de l'aide humanitaire dans le Tigré.

### Reprise des hostilités
Le 24 aout 2022, après 5 mois de trêve, les affrontements reprennent dans les zones frontalières du Tigré. Le gouvernement et le FLPT s'accusent mutuellement d'être responsable de la reprise des combats. La milice amhara Fano, alliée du gouvernement fédéral affirme que des combats se dérouleraient dans les localités amharas de Mehago et Jemedo à la frontière sud-ouest du Tigré. Toujours selon cette milice, aucun combat ne se déroulerait dans le Tigré même. Des combats auraient également lieu dans la région Afar toujours à la frontière avec le Tigré,. Le même jour, l'armée éthiopienne annonce avoir abattu un avion qui acheminait des armes pour le TPLF, chose que les forces tigréennes nient.
Le 26 aout 2022, le gouvernement éthiopien procède à plusieurs frappes aériennes à Mekele, capitale de la région du Tigré. L'aviation éthiopienne bombarde notamment un jardin d'enfants, selon l'UNICEF, dans la ville de Mekele, capitale du Tigré, faisant au moins 4 morts et 9 blessés,.
Le samedi 27 août 2022, les troupes du FLPT prennent la ville de Kobo en région Amhara. L'armée éthiopienne réagit en annonçant s'être retirée de la ville pour "éviter des pertes massives" chez les civils.
Le mercredi 31 août 2022, le gouvernement éthiopien et les rebelles tigréens s'accusent mutuellement d'ouvrir de nouveaux fronts, notamment dans le nord-est de l'Amhara et dans l'ouest du Tigré, occupé depuis fin 2020 par les forces spéciales régionales amharas. La veille, l'APDA, une ONG active en Afar, indique y avoir recensé 18 000 déplacés depuis la reprise des combats.

### Seconde offensive éthiopienne et érythréenne au Tigré
Durant les mois d'août, septembre et octobre 2022, le Semien Wollo, situé en région Amhara à la frontière du Tigré, est le théâtre de combats entre le FLPT et le gouvernement fédéral. Les troupes tigréennes sont finalement repoussées dans leur région au début du mois de d'octobre.
Le 1er septembre 2022, le FLPT accuse les gouvernements éthiopien et érythréen d'avoir lancé une offensive depuis l'Erythrée, ouvrant ainsi un nouveau front au nord du Tigré.
Le dimanche 11 septembre 2022, le FLPT se déclare prêt à participer à un processus de paix sous l'égide de l'Union Africaine.
Le 6 octobre 2022, l'armée érythréenne prend le contrôle de Adi Hageray, petite localité tigréenne se situant à environ 15 kilomètres de la frontière avec l'Érythrée. Cette prise marque le début officieux d'une offensive de grande ampleur menée par les armées éthiopiennes et érythréennes en territoire tigréen.
Cette offensive est menée sur trois axes principaux, le premier se situe à la pointe sud du Tigré, le second à l'est de la région à la frontière de la région Afar, le dernier au sud le long de la frontière érythréenne.
Sur l'axe nord, partant de leur pays, l'armée érythréenne avance à un rythme rapide en direction de Shire. Les localités de Tzada Medri, de Adi Nebrid et de Adi Dairo sont prises le 8 octobre, les groupes .
De son côté, l'armée éthiopienne attaque le nord du Tigré, la ville tigréenne de Waja est prise le 14 octobre.Le 17 octobre, 8 localités situés aussi bien au sud-est qu'au sud-ouest du Tigré, incluant May Tsemre et Alamata, sont contrôlées par l'armée éthiopienne.
Le même jour, après de lourds bombardements qui mènent notamment à la mort d'un membre de l'ONG International Rescue Committee, la ville de Shire est prise par les armées éthiopiennes et érythréenne. Cette prise est un grand succès symbolique car c'est la première grande ville tigréenne à revenir sous le contrôle du gouvernement fédéral depuis la contre-offensive tigréenne de 2020.
Le 17 octobre 2022, António Guterres, chef de l'ONU, appelle à la fin immédiate du conflit. Par la même occasion, il dénonce une situation devenue «incontrôlable» avec des violences et des destructions qui «atteignent des niveaux alarmants» et réclame «le retrait immédiat et le désengagement d'Éthiopie des forces armées érythréennes».
Dans le même temps, le gouvernement fédéral éthiopien publie un communiqué dans lequel il se dit «contraint de prendre des mesures défensives pour protéger la souveraineté et l'intégrité territoriale du pays» face «aux attaques répétées» des autorités rebelles du Tigré, en «collusion active» avec des «puissances étrangères hostiles». Dans le même communiqué, il déclare aussi qu'«Il est donc impératif que le gouvernement d'Éthiopie prenne le contrôle immédiat de tous les aéroports, autres infrastructures fédérales et installations» au Tigré.
Malgré tout, le gouvernement éthiopien rappelle qu'il est «déterminé à une résolution pacifique du conflit via les pourparlers de paix sous l'égide de l'UA».
Le 21 octobre, le TPLF et le gouvernement éthiopien annoncent leurs participations à des pourparlers de paix convoqués par l'Union africaine en Afrique du Sud .
Parallèlement, la progression des forces armées éthiopienne et érythréenne se poursuit notamment depuis la ville nouvellement conquise de Shire. Le principal axe de progression semble se situer à l'est de la ville, le long de la route B30. Plusieurs localités situées le long de cette route sont prises par les forces érythréo-éthiopienne, notamment Selekleka le 19 octobre, ainsi que Wukro et Aksoum le 22 octobre.
Dans le même temps, de nombreuses localités sont prises partout dans le Tigré, particulièrement le long des principaux axes de communications, autour desquelles semblent se concentrer la progression des troupes fédérales.

### Fin des hostilités
Le 2 novembre 2022, les deux parties signent un accord de cessez-le-feu à Pretoria, après des discussions commencées le 24 octobre et qui prend effet le 3 novembre 2022. Le traité de paix mettant fin au conflit est signé le 12 novembre 2022,,. Au début du mois de décembre, près de 65% des troupes tigréennes se sont "désengagées".

## Victimes et pertes
Le 9 novembre 2020, le conflit au Tigré a déjà fait des centaines de morts, d'après des sources militaires éthiopiennes. Selon une de ces sources, près de 500 membres des forces du Tigré ont été tués par l'armée éthiopienne[réf. nécessaire]. Trois sources sécuritaires rapportent de leur côté que l'armée gouvernementale a perdu des centaines d'hommes dans ces combats[réf. nécessaire].
La malnutrition pré-crise au Tigré était déjà en hausse en raison du Covid-19 et de l'infestation de criquets pèlerins, avec une augmentation de 34 % des admissions d'enfants gravement malnutris entre janvier et août 2020, par rapport à la même période en 2019. À la mi-décembre 2020, 950 000 déplacés liées à ce conflit sont recensés, dont 50 000 réfugiés au Soudan[réf. nécessaire].
Au 15 janvier 2021, les routes d'approvisionnement étant coupées et la saison des récoltes affectée par le conflit, les rapports indiquent que la nourriture n'est pas disponible ou est extrêmement limitée sur les marchés dans les camps au Soudan. Par ailleurs, plusieurs camps de réfugiés dans la province du Tigré ont été l'objet de destructions matérielles et de violences sur les réfugiés érythréens eux-mêmes, qui sont forcés au retour en Érythrée,.

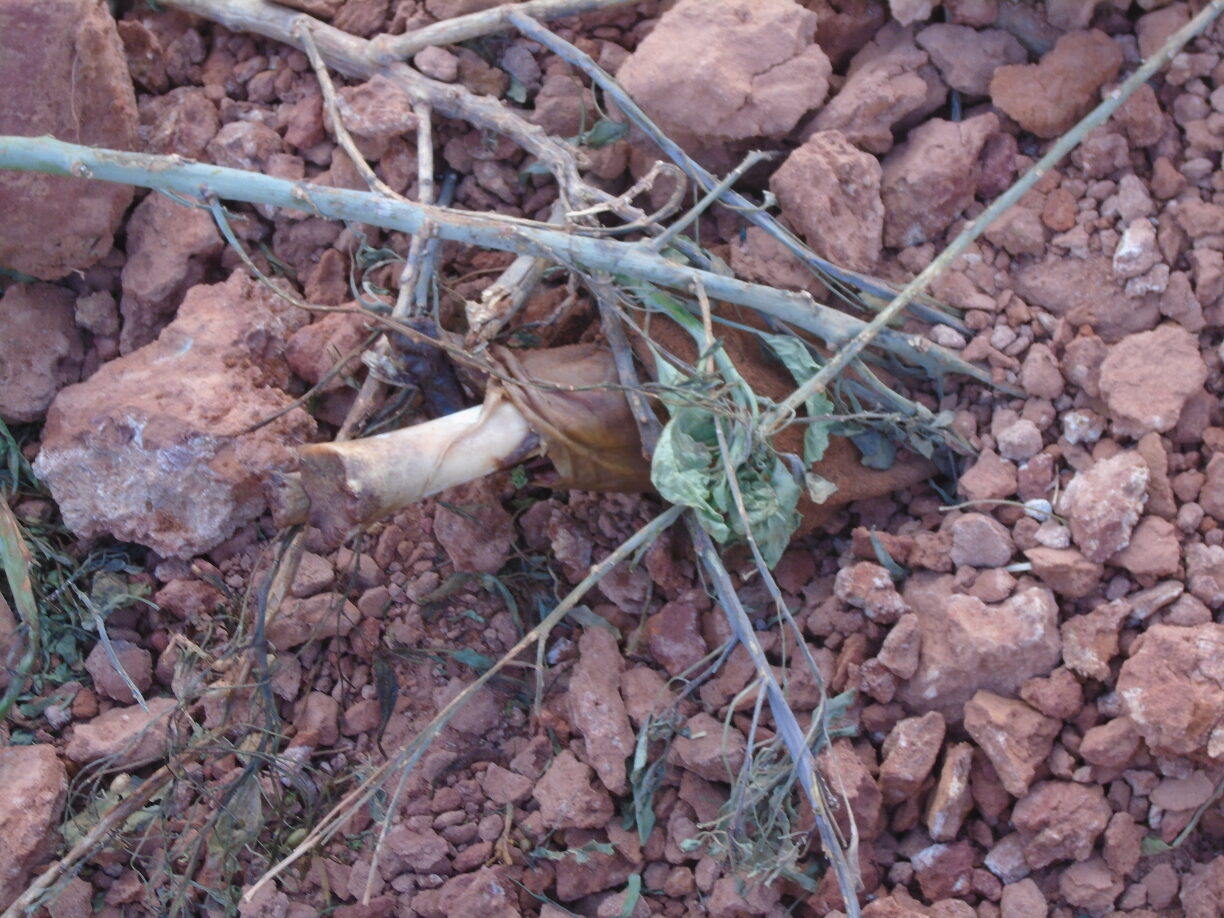
Dépouille mortelle d'un citoyen du Tigré, tué par des soldats éthiopiens ou érythréens entre le 15 et le 18 décembre 2020, et recouverte d'un tas de terre - les restes d'un membre, partiellement dévoré par les hyènes, émergent. Werkamba, Tigré

Le 26 février 2021, Amnesty International dénonce des crimes contre l'humanité au Tigré. L'association de défense des droits de l'homme a rassemblé des dizaines de témoignages qui détaillent des exécutions sommaires, « des centaines de civils », perpétrées fin novembre 2020 par l'armée érythréenne. Ceci s'est passé en 24 heures sur les 28-29 novembre. Dans son rapport, Amnesty appelle à une enquête menée par l'ONU sur les violences perpétrées à Aksoum, dans le cadre d'une enquête internationale plus large sur le conflit qui a débuté le 4 novembre. Le rapport intervient avec la pression internationale croissante pour que le Premier ministre éthiopien Abiy Ahmed, arrivé au pouvoir en 2018, rétablisse la paix. L'Éthiopie reçoit des centaines de millions de dollars d'aide annuelle des États-Unis et de l'Union européenne. Les responsables éthiopiens et érythréens ont nié que les forces érythréennes aient été impliquées dans le conflit du Tigré, malgré les récits des témoins. Après la publication du rapport, le ministre de l'Information de l'Érythrée, Yemane Gebremeskel a contesté les méthodes de recherche d'Amnesty et l'a accusé de partialité contre l'Érythrée. Le directeur d'Amnesty International pour l'Afrique orientale et australe a déclaré que les troupes érythréennes « se sont déchaînées et ont systématiquement tué des centaines de civils de sang-froid, ce qui semble constituer des crimes contre l'humanité. » Le 11 janvier 2022, des sources humanitaires et hospitalières rapportent des frappes aériennes menées par des drones dans la région du Tigré, en Éthiopie. Elles ajoutent que 19 personnes sont mortes, et des dizaines ont été blessées.
Le TPLF Tigray annonce la reprise des combats et envahit le killil Afar fin décembre 2021. Les combats à l'arme lourde provoquent l'exode de plus de 400 000 civils Afars.
Fin 2022, une étude menée par l'université de Gand estime le nombre de morts engendré par le conflit à entre 385 000 et 600 000 morts,,.
Selon les autorités sanitaires régionales, au moins 120 000 femmes auraient été victimes de viol durant la guerre, parfois à plusieurs reprises ou de manière collective. Ces violences sexuelles systématiques subsistent après la fin officielle de la guerre. Un rapport d'Amnesty International indique que « l’armée érythréenne à Kokob Tsibah a procédé à des viols collectifs de femmes, à leurs domiciles (…) sur suspicion que leurs maris s’étaient engagés auprès des rebelles tigréens. Cette situation équivaut à de l’esclavage sexuel ».
En 2023 et 2024, l'Éthiopie et la région du Tigré particulièrement sont en situation de disette voir de famine, notamment à la suite de l'arrêt d'une partie de l'aide humanitaire après qu'un détournement massif d'une partie de celle-ci soit découvert,.

## Réactions
Le 13 novembre 2020, l'ONU a demandé une enquête indépendante sur les nombreux civils qui auraient été tués dans la région du Tigré en Éthiopie, où le pouvoir fédéral a lancé une opération militaire, évoquant de possibles crimes de guerre.
À travers le monde, les organisations internationales et humanitaires ainsi que la communauté scientifique se sont rapidement engagées en faveur du cessez-le-feu et l’aide humanitaire pour le Tigré,.
Le 21 février 2021, juste après la publication du rapport d'Amnesty international, le commissaire européen Janez Lenarčič et le Haut représentant de l’UE Josep Borrell condamnent « dans les termes les plus fermes, tous les crimes contre les civils » et demandent « que leurs auteurs soient rapidement traduits en justice ».
Le 6 novembre, les États-Unis annoncent le retrait du personnel non-essentiel de leur ambassade en Éthiopie.
En décembre 2021, les Nations unies annoncent l'ouverture d'une enquête sur la question de crimes contre l'humanité commis pendant la guerre du Tigré.

### Protestation par la diaspora à l'étranger

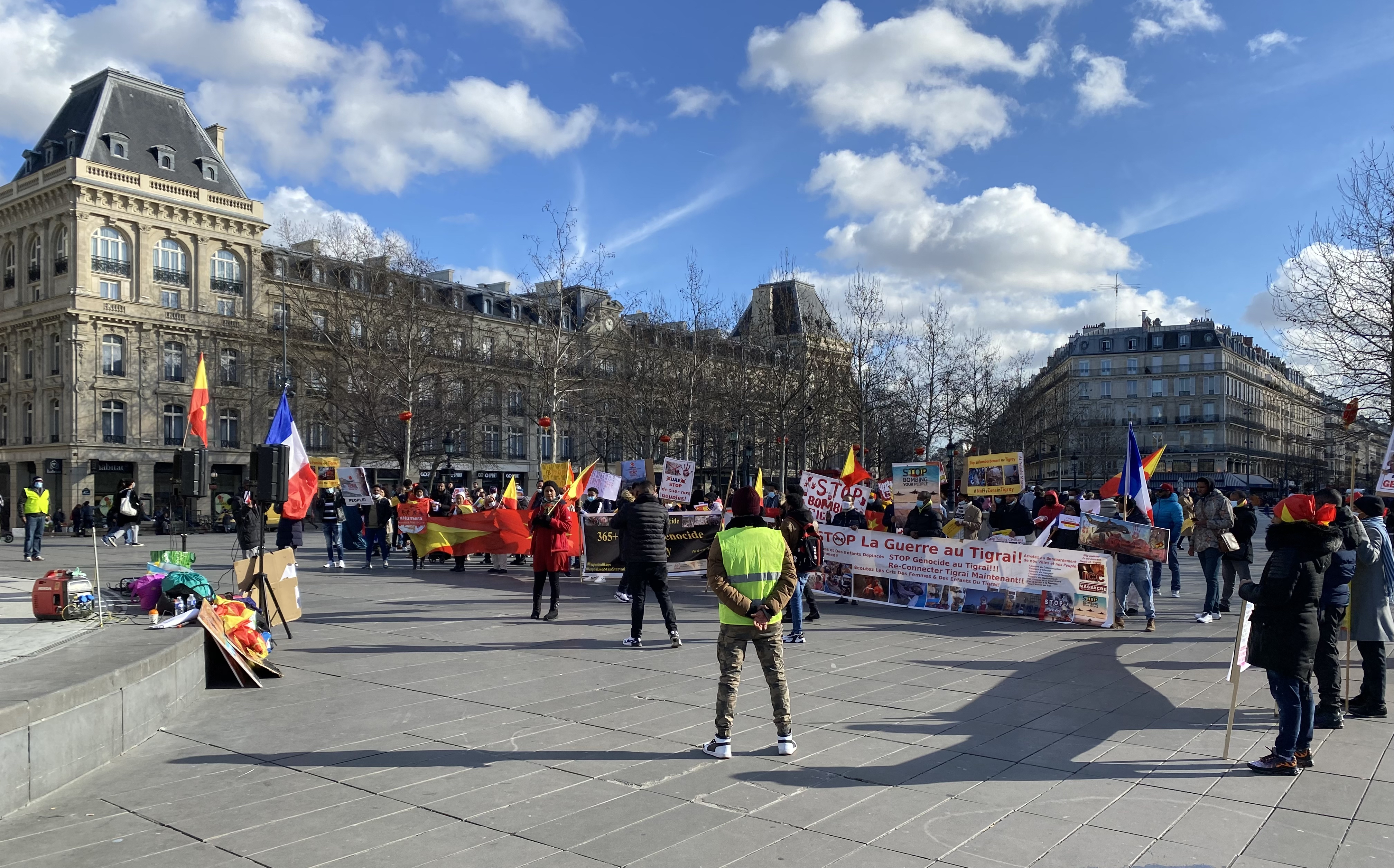
Manifestation anti-guerre au Tigré, Paris, 5 février 2022.

En dehors de l'Éthiopie, des Tigréens de la diaspora ainsi que des Érythréens organisaient des rassemblements publics pour s'opposer à la guerre. Des manifestations ont eu lieu en 2020 :
- le 9 novembre à Washington D.C. (États-Unis)[174] ;
- le 12 novembre à Denver, Colorado (États-Unis)[175] ;
- le 14 novembre aux Pays-Bas[176] ;
- le 18 novembre à Las Vegas (États-Unis)[177] ;
- le 21 novembre à Stavanger (Norvège)[178] ;
- le 25 novembre en Afrique du Sud[179] ;
- le 1er décembre à Bruxelles (Belgique), en face du siège de l'Union européenne.

### Pétitions
Des pétitions internationales pour l’aide humanitaire au Tigré ont été lancées, par exemple par des scientifiques concernés (Professeurs Jan Nyssen, Eloi Ficquet et autres) et une autre sur Avaaz.